# Прва лига Црне Горе у фудбалу 2022/23.
Прва лига Црне Горе у сезони 2022/23. је седамнаесто такмичење организовано од стране фудбалског савеза Црне Горе од оснивања 2006. године и то је први степен такмичења у Црној Гори.
У сезони 2021/22. из Прве лиге Црне Горе су испала два клуба и то: Подгорица која је елиминисана након баражних утакмица и Зета као последњепласирани клуб. У Прву лигу Црне Горе су ушли следећи клубови: Јединство као првопласирана екипа и Арсенал после баража. Рудар је након баражних утакмица остао у Првој лиги Црне Горе.

## Систем такмичења
У такмичењу учествује 10 клубова, игра се четворокружним системом, свако са сваким кући и на страни по двапут. Због лоших резултата клубова у Европи, Црна Гора ће имати једног представника мање у односу на прошлу сезону. На крају сезоне, победник Прве лиге учесвује у квалификацијама за Лигу шампиона за сезону 2023/24, које почиње од преткола, док ће другопласирана екипа, као и победник Купа играти у квалификацијама за Лигу конференције од 1. кола.
На крају сезоне из лиге испада последњепласирана екипа, док ће осмопласирана и деветопласирана екипа на крају сезоне играти у плеј офу за опстанак са другопласираном и трећепласираном екипом из Друге лиге на крају сезоне 2022/23.

## Промене у саставу лиге
| На почетку сезоне 2022/23. из Друге лиге Црне Горе су се у Прву лигу пласирали: - Јединство из Бијелог Поља (првопласирани тим Друге лиге) - Арсенал из Тивта (победнички тим у баражу над екипом Подгорице) Два тима у претходној сезони су испала у Другу лигу Црне Горе и то су: - Подгорица из Подгорице (поражени тим у баражу од екипе Арсенала) - Зета из Голубоваца (последњепласирани тим Прве лиге) |

## Клубови у сезони 2022/23.
| Клуб      | Мјесто      | Стадион                 | Капацитет                   | Тренер              |
| --------- | ----------- | ----------------------- | --------------------------- | ------------------- |
| Арсенал   | Тиват       | Стадион у Парку         | 300 (у фази реконструкције) | Радислав Драгићевић |
| Будућност | Подгорица   | Стадион под Горицом     | 15.230                      | Александар Недовић  |
| Дечић     | Тузи        | Стадион Тушко поље      | 5.000                       | Владимир Јанковић   |
| Искра     | Даниловград | Стадион браће Велашевић | 2.000                       | Миливоје Нововић    |
| Јединство | Бијело Поље | Градски стадион         | 4.000                       | Вуко Богавац        |
| Језеро    | Плав        | Стадион под Рацином     | 5.000                       | Раде Петровић       |
| Морнар    | Бар         | СРЦ Тополица            | 2.500                       | Андрија Делибашић   |
| Петровац  | Петровац    | Стадион под Малим брдом | 1.630                       | Младен Ламбулић     |
| Рудар     | Пљевља      | Стадион под Голубињом   | 10.000                      | Срђан Никић         |
| Сутјеска  | Никшић      | Стадион крај Бистрице   | 6.180                       | Милија Савовић      |

### Промјене тренера
| Коло | Клуб      | Отишао             | Датум смјене        | Дошао              |
| ---- | --------- | ------------------ | ------------------- | ------------------ |
| 3.   | Будућност | Александар Недовић | 8. август 2022.     | Миодраг Џудовић    |
| 3.   | Сутјеска  | Милија Савовић     | 8. август 2022.     | Ненад Брновић      |
| 5.   | Искра     | Миливоје Нововић   | 21. август 2022.    | Александар Недовић |
| 8.   | Дечић     | Владимир Јанковић  | 13. септембар 2022. | Небојша Јандрић    |